# La Flamengrie (Aisne)
Flamengrie – miejscowość i gmina we Francji, w regionie Hauts-de-France, w departamencie Aisne.
Według danych na styczeń 2014 roku gminę zamieszkiwało 1131 osób, a gęstość zaludnienia wynosiła 42,8 osób/km².